# Endymion (mercante)
El mercante Endymion fue un carguero británico. Fue hundido el 31 de enero de 1938 en las costas españolas durante la Guerra civil española. En efecto, en el último día de enero y los primeros días de febrero de 1938 fueron hundidos dos mercantes británicos lo que desencadenó una grave crisis entre el gobierno británico y el gobierno franquista de Burgos. Era el primer ataque que se producía desde la firma de los acuerdos de la conferencia de Nyon de septiembre del año anterior. La protesta británica provocó que los sublevados relevaran al comandante del Sanjurjo, el capitán de corbeta Pedro Suances, y que de acuerdo con Italia retiraran a los cuatro submarinos "legionarios" que venían colaborando con el bloqueo franquista del tráfico mercante. 

## Historia
El 31 de enero de 1938 el mercante inglés “Endymion” fue torpedeado y hundido por un submarino identificado como el sublevado “General Sanjurjo” (ex “Torricelli”), entregado al ejército franquista por Italia en abril de 1937. El ataque se produce a 16 millas de la costa, el mercante iba cargado de carbón para el Gobierno de la Segunda República española y había partido de Gibraltar y su destino era el puerto de Cartagena. A bordo del carguero viajaba un observador del Comité de No Intervención. El carguero tenía la radio fuera de servicio, no pudo pedir ayuda, murieron doce miembros de la tripulación.

## Víctimas
Murieron, al menos, 12 miembros de la tripulación británica.

## Repercusión
El asunto se llevó a la Cámara de los Comunes británica, ante la propuesta de abrir nuevas conversaciones con Italia y Alemania, los diputados de la oposición se echaron a reír descaradamente, todos sabían que el submarino responsable del ataque había sido proporcionado por Mussolini a Franco. 